# Kafouziéla
Kafouziéla è un comune rurale del Mali facente parte del circondario di Sikasso, nella regione omonima.
Il comune è composto da 6 nuclei abitati:
- Faté-Diassa
- Kafouziéla
- Laminibougou
- N'Ténébougou
- Niéganibougou
- Zoloko